# Verbo indoeuropeo
En indoeuropeo, es necesario distinguir entre formas verbales temáticas, cuando hay presencia de la vocal temática -e/o (ej: bher-o-mes 'llevamos'), y las atemáticas, como ei-mi 'soy'. Desinencialmente solo se distinguen en la primera persona: -o, temático, -mi, atemático.

## Desinencias verbales del PIE
El modelo clásico para el protoindoeuropeo divide las desinencias en medias y activas:
- Activas: Referidas a la persona gramatical y al número: *-m, *-s, *-t, *-me/o, *-te/o y *-e/ont. Luego se añadió la partícula *-i ‘aquí y ahora’: *-mi, *-si, *-ti, etc.
- Medias: En esta voz la acción se concebía actuando en o sobre el sujeto. Las únicas desinencias relevantes son: *-so, *-to, *-nto. El perfecto tendría desinencias distintas. A continuación se presenta la conjugación de bher- 'llevar', ei- 'ir', deik- 'indicar, señalar' y bhug- 'huir'

| Presente    | Presente  | Imperfecto   | Aoristo      | Aoristo      |
| temático    | atemático | Imperfecto   | sigmático    | asigmático   |
| ----------- | --------- | ------------ | ------------ | ------------ |
| *bher-ō     | *ei-mi    | *e-bher-o-m  | *e-deik-s-m  | *e-bhug-o-m  |
| *bher-e-si  | *ei-si    | *e-bher-e-s  | *e-deik-s-s  | *e-bhug-e-s  |
| *bher-e-ti  | *ei-ti    | *e-bher-e-t  | *e-deik-s-t  | *e-bhug-e-t  |
| *bher-o-mes | *i-mes    | *e-bher-o-me | *e-deik-s-me | *e-bhug-o-me |
| *bher-e-te  | *i-te     | *e-bher-e-te | *e-deik-s-te | *e-bhug-e-te |
| *bher-o-nti | *i-enti   | *e-bher-o-nt | *e-deik-s-nt | *e-bhug-o-nt |

## Evolución de las desinencias verbales indoeuropeas al latín

### Evolución de los tiempos verbales
- Presente: El latín conservó únicamente la conjugación temática. A los verbos atemáticos se les colocó la desinencia temática: ei-mi → ei-o → eo.

- Imperfecto: El latín abandonó el imperfecto IE y lo sustituyó por un sufijo -a, que se añadía directamente a la raíz: es-a-m → eram, etc. Este sufijo se añadió a la raíz bhu-. La forma resultante, bhwa-m, es el origen del imperfecto latino: ama-ba-m, mone-ba-m, rege-ba-m, audie-ba-m. El origen del primer término de la perífrasis aún no se ha explicado satisfactoriamente.

- Futuro: No está claro si el IE poseía un tiempo futuro. El latín lo desarrolló a partir de las formas del subjuntivo: es-o, es-e-s, etc. → ero, eris, etc. El latín había desarrollado dos morfemas de subjuntivo: -a y -e. El primero siguió utilizándolo para expresar subjuntivo, mientras que el segundo lo especializó para el futuro. Así, regas, regat, etc. es subjuntivo, mientras que reges, reget, etc. es futuro. Sin embargo, como en la primera t en la segunda conjugación, tal formación producía una forma homófona (amas y mones son presentes), las formas no concordantes (ames y moneas) se conservaron para el subjuntivo y se creó, para suplir esto, un futuro perifrástico con la misma raíz del imperfecto y las desinencias del subjuntivo: bhwo, bhwes, etc., que dio origen a las formas ama-bis, mone-bis, etc.

- Aoristo: El latín adicionó el aoristo al perfecto. La desinencia –si del perfecto proviene de los aoristos sigmáticos: dixi, rexi, scripsi, etc.

### Evolución de las desinencias de persona
| Desinencia                                                                                | Evolución |
| ----------------------------------------------------------------------------------------- | --- |
| Primera persona singular                                                                  | -mi solo se ha conservado en sumi. En latín se ha generalizado –o. La misma terminación es la del futuro. La –m, por su parte, se conserva: amabam, ferebam, etc. |
| Segunda persona singular                                                                  | A causa de la caída de la i final en latín, no hay oposición en latín                                                                                             |
| Tercera persona singular                                                                  | En latín arcaico y osco-umbro se distinguía entre –t (→ -t) y –d (→ -ti). En latín clásico se generalizó –t: dedit, fecit, etc.                                   |
| Primera persona plural                                                                    | En latín no hay restos de –mo. En latín se generalizó -mos → -mus. En griego hay una alternancia apofónica –me                                                    |
| Segunda persona plural                                                                    | -tes → -tis. La s es de la forma singular |
| Tercera persona plural                                                                    | -nt procede de –nti |
| Voz medio-pasiva El itálico y el celta poseen la desinencia –r que falta en otras lenguas | |
| Primera persona singular                                                                  | A la desinencia temática se ha agregado -r originando –or |
| Segunda persona singular                                                                  | La desinencia antigua era –re. Por analogía se agregó –s dando –ris                                                                                               |
| Tercera persona singular                                                                  | -tur → -to + r |
| Primera persona plural                                                                    | -mur → -mo + r |
| Segunda persona plural                                                                    | -mini no se ha podido explicar |
| Tercera persona plural                                                                    | -ntur → -nto + r |

## Formación de temas verbales
En PIE había tres temas: presente, aoristo y perfecto. En latín, los dos últimos se unieron, de ahí que se hable del infectum y el perfectum.

### Temas de infectum
1. Temas radicales (se usa la raíz sola): Pueden ser temáticos o atemáticos: ei-mi, deik-o. El latín solo conserva restos de los atemáticos: volt, vult → vuel-ti; est → ed-s; fers → bher-s; fert → bher-t.
2. Temas con reduplicación: gigno → gen-, en grado cero; sero → si-s-o.
3. Temas con nasal infijada: iu-n-g-o (La raíz es yeug- en grado cero), li-n-qu-o (La raíz es leikw-).
4. Temas con nasal sufijada: cer-n-o, ster-n-o, si-n-o.
5. Verbos incoativos en –sk: posco.
6. Sufijo –ye/o: spec-io, ven-io: Entre vocales se pierde: fugo → fuga-yo.